# Městečko Trnávka
 Městečko Trnávka  (deutsch Markt Türnau) ist eine Gemeinde im Okres Svitavy der Region Pardubice.

## Stadtgliederung

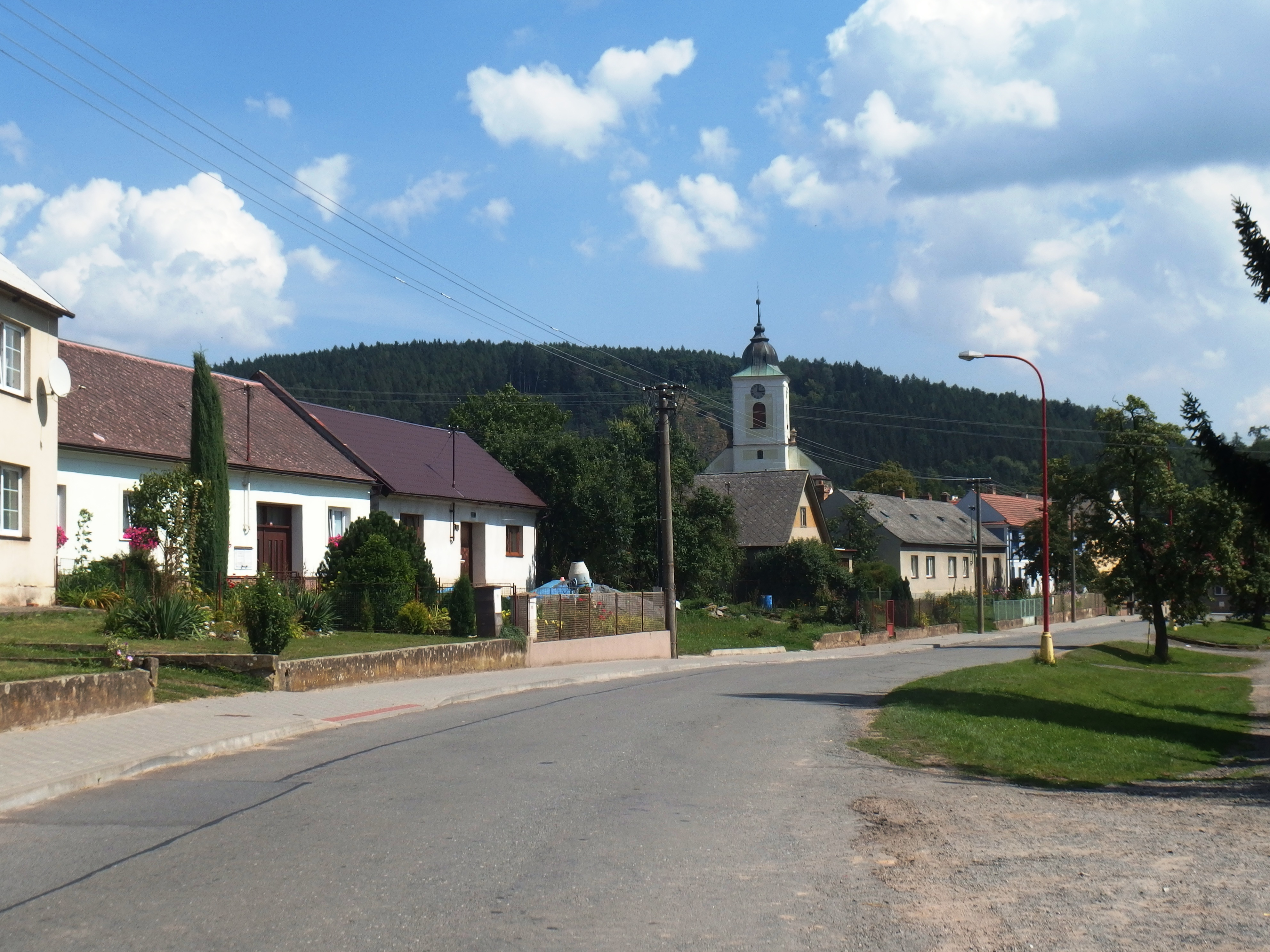
Městečko Trnávka, Stará Trnávka

Zur Gemeinde Městečko Trnávka gehören neben dem Hauptort die eingemeindeten Ortschaften Bohdalov (Bodelsdorf), Lázy (Lohsen), Ludvíkov (Ludwigsdorf), Mezihoří (Mezihor) Nová Roveň (Neu Rowen), Pacov (Putzendorf), Pěčíkov (Pitschendorf), Petrůvka (Petruvka), Plechtinec (Pflichtenitz), Přední Arnoštov (Vorder Ehrensdorf) und Stará Roveň (Alt Rowen).

## Geschichte

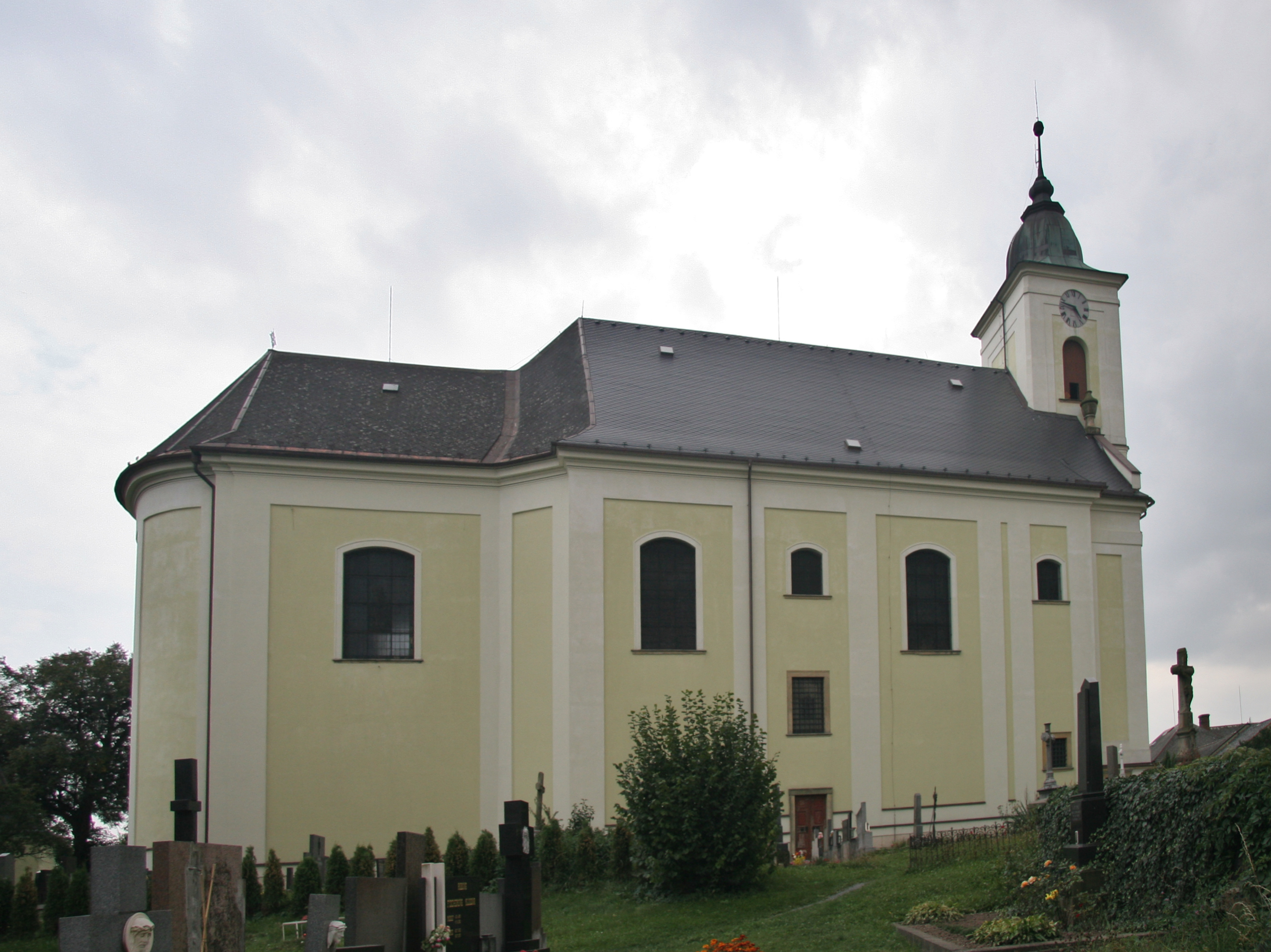
Ortskirche St. Jakob

Durch das Münchner Abkommen 1938 wurde der Hauptort Markt Türnau inklusive der Ortschaften Lohsen, Ludwigsdorf, Mezihor, Putzendorf und Vorder Ehrensdorf dem Landkreis Mährisch Trübau im Deutschen Reich angeschlossen. Allerdings besaßen nur die Ortsteile Ludwigsdorf, Putzendorf und Vorder Ehrensdorf über eine deutschsprachige Bevölkerungsmehrheit. Der Hauptort Markt Türnau sowie Lohsen und Mezihor waren gemischtsprachig.

## Verkehr
Seit 2014 wurde nach längerer Pause wieder eine Zugverbindung nach Chornice und dann nach Dzbel eingerichtet, wo die Bahnstrecke Chornice–Skalice nad Svitavou zu erreichen ist.

## Söhne und Töchter der Stadt
- Franz Hodina (1877–1945), Politiker (BdL, SdP)
- Wenzel Müller (1759–1835), Kapellmeister, Komponist; Vater von Wilhelm Müller (1800–1880), ebenso Kapellmeister und Komponist
- Franz Spina (1868–1938), Politiker (BdL)